# 麥克阿耶爾冰流
80°S 143°W / 80°S 143°W
麥克阿耶爾冰流（英語：MacAyeal Ice Stream）是南極洲的冰流，位於瑪麗伯德地，流經賓德謝德勒冰流和埃歇爾邁耶冰流之間，最終注入羅斯冰架，現時由南極條約體系管理。